# Elektromosharcsa-félék
Az elektromosharcsa-félék a sugarasúszójú halak (Actinopterygii) osztályába és a harcsaalakúak (Siluriformes) rendjébe tartozó család.
A család halaira jellemző, hogy képesek érzékelni az elektromos teret, számos tagja pedig képes elektromos teret generálni, akár 400 volt feszültségig. Ezen képességeiket felhasználják a tájékozódásban, a kommunikációban, a védekezésben és a táplálékszerzésben. Az elektromosharcsák általában nokturnális, azaz éjszakai életet élnek, éjszaka aktívak, és elektromos ütéssel kábítják el leendő táplálékukat, melyek főként halak.
A család képviselői a trópusi Afrika édesvizeiben honosak és ázsia déli partvidékén törpe példányban.

## Leírás
A harcsaalakúak többsége elektroreceptív, de a Malapteruridae az egyetlen csoport, mely jól fejlett elektromos szervvel rendelkezik, mellyel villamos ütést tud mérni támadójára, vagy kiszemelt zsákmányára. Az elektromos szerv test elülső részének izomzataiból alakult át. Az úszóhólyag meghosszabbított kamrákkal rendelkezik. Az elektromosharcsák 1 m-esre és 20 kg-osra is megnőhetnek.
Az ókori egyiptomiak jól ismerték az elektromosharcsát, mely a Nílusban élt. Elbeszélések szerint az egyiptomiak néhány idegi alapú betegség gyógyítására használták. Erre a célra a kisebb példányokat használtak, mert a nagyobbak képesek voltak 300–400 volt elektromos ütést is generálni. Óegyiptomi falfestményeken látható az elektromosharcsa. Egy arab fizikus leírta a 12. században az elektromos harcsa elektromos tulajdonságait, és az akkori neve ’Raad, abo el ra3ash, el ra3ad or Raash,’ volt, mely mennydörgést, rázást jelent arabul. Nem ismeretes olyan eset, amikor az elektromos harcsa embert támadott volna meg elektromos ütéssel, ezt leginkább táplálékul szolgáló zsákmány állatainál használja.